# Luis Puenzo
Luis Adalberto Puenzo (* 19. února 1946 Buenos Aires) je argentinský filmový režisér, scenárista a producent.
Od roku 1965 natáčel televizní reklamy a o tři roky později založil vlastní produkční společnost.
V roce 1985 natočil film Oficiální verze, v němž se vrací k období špinavé války – hlavní hrdinka pátrá po původu své adoptivní dcery a snaží se vyrovnat s podezřením, že její skuteční rodiče byli zavražděni tajnou policií. Film získal Zlatý glóbus za nejlepší cizojazyčný film, Oscar za nejlepší cizojazyčný film, cenu diváků na Toronto International Film Festival a cenu ekumenické poroty na festivalu v Cannes. Představitelka hlavní role Norma Aleandrová získala New York Film Critics Circle Award a Donatellova Davida.
V USA natočil film Přistěhovalec podle románu Carlose Fuentese odehrávajícího se za mexické revoluce s Gregorym Peckem v titulní roli. Zfilmoval také Mor Alberta Camuse.
Od roku 2019 stojí v čele Argentinského filmového ústavu.
Jeho dcerou je scenáristka Lucía Puenzo.

## Filmy
- 1973 Luces de mis zapatos
- 1975 Las sorpresas
- 1985 Oficiální verze
- 1989 Přistěhovalec
- 1990 With Open Arms
- 1991 La peste
- 2003 Děvka a velryba